# Chaoyangopteridae
Los Chaoyangopteridae (castellanizado como chaoyangoptéridos) son una familia extinta de pterosaurios incluidos en el grupo Azhdarchoidea. 
El clado Chaoyangopteridae fue definido inicialmente en 2008 por Lü Junchang y David Unwin como: Chaoyangopterus, Shenzhoupterus, su más reciente ancestro común y todos los taxones más cercanamaente relacionados con este clado que a Tapejara, Tupuxuara o Quetzalcoatlus". Basándose en las proporciones de sus cuellos y extremidades, se ha sugerido que ocupaban un nicho ecológico similar al de los pterosaurios azdárquidos, aunque es posible que fueran más especializados dado que se encuentran varios géneros coetáneos en Liaoning, mientras que entre los azdárquidos usualmente sólo se encuentra un género en un lugar específico. Los chaoyangoptéridos son mayormente conocidos de Asia, aunque hay un posible miembro, Lacusovagus que proviene de América del Sur y también hay posibles restos fósiles de África.